# Pachymetopon
Pachymetopon is een geslacht van straalvinnige vissen uit de familie van zeebrasems (Sparidae). Het geslacht is voor het eerst wetenschappelijk beschreven in 1859 door Guenther.

## Soorten
- Pachymetopon aeneum (Gilchrist & Thompson, 1908)
- Pachymetopon blochii (Valenciennes, 1830)
- Pachymetopon grande Günther, 1859